# Giuseppe Maria Graniello
Giuseppe Maria Granniello (Napoli, 8 febbraio 1834 – Roma, 8 gennaio 1896) è stato un cardinale e arcivescovo cattolico italiano.

## Biografia
Nacque a Napoli l'8 febbraio 1834, fu ordinato sacerdote barnabita il 6 giugno 1857.
Papa Leone XIII lo elevò al rango di cardinale nel concistoro del 12 giugno 1893.
Morì l'8 gennaio 1896 all'età di 61 anni.

## Genealogia episcopale
La genealogia episcopale è:
- Cardinale Scipione Rebiba
- Cardinale Giulio Antonio Santori
- Cardinale Girolamo Bernerio, O.P.
- Arcivescovo Galeazzo Sanvitale
- Cardinale Ludovico Ludovisi
- Cardinale Luigi Caetani
- Cardinale Ulderico Carpegna
- Cardinale Paluzzo Paluzzi Altieri degli Albertoni
- Papa Benedetto XIII
- Papa Benedetto XIV
- Cardinale Enrico Enriquez
- Arcivescovo Manuel Quintano Bonifaz
- Cardinale Buenaventura Córdoba Espinosa de la Cerda
- Cardinale Giuseppe Maria Doria Pamphilj
- Papa Pio VIII
- Papa Pio IX
- Cardinale Raffaele Monaco La Valletta
- Cardinale Giuseppe Maria Graniello, B.